# (90699) 1986 QK
(90699) 1986 QK là một tiểu hành tinh vành đai chính. Nó được phát hiện bởi Henri Debehogne ở Đài thiên văn La Silla ở Chile ngày 25 tháng 8 năm 1986.